# Womersleyella niveata
Genre
Espèce
Womersleyella niveata, unique représentant du genre Womersleyella, est une espèce de collemboles de la famille des Isotomidae.

## Distribution
Cette espèce est endémique de Nouvelle-Zélande.

## Étymologie
Ce genre est nommé en l'honneur de Herbert Womersley.

## Publication originale
- Salmon, 1944 : New genera, species and records of New Zealand Collembola, and a discussion of Entomobrya atrocincta Sohott. Records of The Dominion Museum, vol. 1, p. 123-182.